# Dévoré
Il dévoré è un tipo di lavorazione del tessuto, il cui nome è un termine francese, che letteralmente significa "divorato".
Si tratta di un sistema di stampa tessile, il cui scopo è quello di eliminare ("divorare") una parte del tessuto. Questo processo si avvale della calandratura con l'ausilio di cilindri recanti sostanze chimiche, ai quali viene sottoposto il tessuto.
Spesso vengono adoperate fibre alginiche, che si sciolgono facilmente in bagni alcalini. Per realizzare l'effetto dévoré è necessario che il tessuto sia composto da una fibra sintetica ed una artificiale o con componente cellulosica. Dopo la lavorazione, il fondo risulterà trasparente, favorendo la visualizzazione del disegno costituito dalle fibre "non divorate".